# جرمیا پل اوستریکر
جرمیا پل اوستریکر (انگلیسی: Jeremiah P. Ostriker؛ زادهٔ ۱۳ آوریل ۱۹۳۷) یک اخترفیزیکدان اهل ایالات متحده آمریکا و استاد نجوم در دانشگاه کلمبیا است. اوستریکر همچنین به عنوان مدیر دانشگاه به عنوان Provost از دانشگاه پرینستون خدمت کرده است.
وی همچنین برندهٔ جوایزی همچون جایزه بروس، نشان ملی علوم، مدال کارل شوارتزشیلد، و مدال طلائی انجمن سلطنتی اختر شناسان شده است.